# Српско пјевачко друштво Јединство

Српско пјевачко друштво Јединство Бања Лука је једно од најстаријих друштава у Републици Српској и Босни и Херцеговини. Основано је 1893. године у Бањој Луци, а радило је до 1941. године када му је забрањен рад. Друштво је обновљено 1992. године.

## Историја

### Оснивање
За вријеме аустроугарске владавине, оснивају се пјевачка друштва заснована на вјерској и националној основи. Тако настају и прва српска пјевачка друштва у Тузли (Његуш, 1886), Приједору (Вила, 1887), Мостару (Гусле, 1888) , Сарајеву (Слога, 1888), Требињу (Соко, 1889), Невесињу (Застава, 1891), Бањој Луци, Варцар Вакуфу — данашњем Мркоњић Граду (Николајевић, 1900) и даље широм земље. Српско пјевачко друштво Јединство основано је 1893. године у Бањој Луци. Поред Јединства, у Бањој Луци је основано и Хрватско пјесничко друштво Нада 1898. године и муслиманско друштво Гајрет 1903. године.
Хор, претеча Јединства настао је у крилу Српске православне цркве 1888. године, али је аустроугарској власти требало пет година да званично одобри рад и потврди правила Друштва.
Први хоровођа Јединства био је Грк, Ксенофон Зита, овдашњи учитељ, добар познавалац карловачког појања и одличан баритон. За првог предсједника Друштва изабран је учитељ и прота, Вид Ковачевић.

### Почетак рада
Од почетка рада Јединство је пјевало у црквама на литургијама и на великим презницима. Јединство је наступало 17. децембра 1900. године поводом хиротонисања архимандрита Евгенија Летице за митрополита Бањалучко-бихаћке митрополије са митрополитском столицом у Бањој Луци. На забавама које ће ускоро почети да приређују српска друштва (Добротворна задруга православних Српкиња, основана 1900. године, потоње Коло српских сестара; Просвјетно и културно друштво Срба у Босни и Херцеговини Просвјета, основано 1902; Српска читаоница, српске основне школе, светосавске забаве) Јединство ће постати радо виђен извођач и гост, украс бањалучке сцене.
Године 1905. била је преломна за СПД Јединство као и за сва друга друштва која су до тада имала вјерско, а од тада национално обиљежје. Те године освештана је застава Јединства о Петровданском сабору. Саборовање је трајало три дана, а у Бању Луку је дошло око 1.000 гостију, 300 пјевача из других пјевачких друштва широм српских подручја. Од виђенијих гостију, на прослави су били: Стеван Мокрањац, Станислав Бинички, Мита Топаловић, композитор химне Јединства, Роберт Толингер и Алекса Шантић, аутор стихова химне Јединства која је том приликом први пут изведена. Митрополит Евгеније Летица освештао је заставу Јединства
у порти храма.
За вријеме Првог и Другог Балканског рата, као и Првог свјетског рата, Јединству је као и другим српским друштвима био забрањен рад.

### Прва обнова
Послије ослобођења и проглашења Краљевине Срба, Хрвата и Словенаца, Јединство тешком муком сабира своје чланство које је било расуто којекуде и наставља са радом. Први диригент хора од 1919. до 1924. године био је др Владислав Костић, музичар — аматер, али искусан хоровођа и оперски пјевач који је почетна музичка знања стекао код Исидора Бајића. Под његовом диригентском палицом, Друштво почиње да напрадује и богати репертоар. Успјеси се настављају и од 1931. године када на његово мјесто долази Владо Милошевић који је водио хор све до његовог поновног укидања 1941. године. поред учествовања на Литургији, Јединство је чешће приређивало концерте свјетовне и духовне музике. 
Године 1933. Јединство је прославило четрдесетогодишњицу свога постојања. Прослава је крунисана свечаним концертом одржаним 3. новембра 1933. године у сали хотела Палас. У то вријеме предсједник Друштва је био Марко Ливљаковић, трговац из Бање Луке.
Исте године Јединство је основало своју хорску школу, на иницијативу Владе Милошевића који је желио да чланови хора стекну основно музичко образовање. Већ наредне 1934. године, на иницијативу тадашњег предсједника Друштва Душана Умићевића, на ванредној скупштини 1. јуна донесена је Одлука о отварању прве Музичке школе Јединство чији је први директор, као и професор виолине и солфеђа био Владо Милошевић.
Успјех СПД Јединства изненада је зауставио Други свјетски рат. Послије бомбардовања Бање Луке 12. априла 1941. године и звјерског мучења и убиства епископа бањолучког Платона и проте Душана Суботића укинуто је и Јединство.

### Друга обнова и ратне године
Готов пола вијека СПД Јединство је живјело у народном памћењу и тако је преживјело до новог доба. Од заборава га је сачувао млади ђакон Ратко Радујковић, основавши 1966. године мали црквени хор уз помоћ жене и Рускиње Марије Витковске. Мали црквени хор при Саборном храму Свете Тројице постојао је пуних 27 година, до 1992. године када је обновљено Јединство.
Деведесетих година 20. вијека српски народ у БиХ враћа се Српској православној цркви. Обнављају се српска друштва, а међу њима и Јединство. На иницијативу протојереја ставрофора Ратка Радујковића и професора музике Немање Савића 20. јуна 1992. године у сали тадашњег Дома културе одржана је Обновитељска скупштина која је поздрављена Светосавском химном коју је извео Мјешовити хор СПД Јединство са диригентом Немањом Савићем. За предсједника Управног одбора СПД Јединства изабран је протојереј Ратко Радујковић.
Година 1993. уписана је златним словима у љетопис овог пјевачког друштва. 16. јуна 1993. године Мјешовити хор Јединства приредио је први концерт у Дому културе у Бањој Луци као поздрав својим члановима који су тих дана одлазили на одслужење војног рока. Од те године Друштво је заузело своје мјесто у духовном препороду овдашњег српског народа и најавило да више ни једна културна манифестација неће проћи без његове пјесме. Од 10. до 12. децембра тродневним свечаностима, Јединство је обиљежило стогодишњицу оснивања. Освештана је нова застава, одржана свечана Скупштина друштва и уручене награде члановима, појединцима и фирмама које су помогле рад Друштва. Свечаност је увеличао концерт Јединства и представљање Повјеснице СПД Јединства аутора др Ђорђа Микића
Године 1994. Друштво је залагањем старјешине Храма Свете Тројице и његовог предсједника протојереја Ратка Радујковића добило прве просторије у сали новог Парохијског дома.
Годину 1995. обиљежили су концерти, побједа на Видовданском фестивалу и велики успјех на 15. Југословенским хорским свечаностима у Нишу. Те године је на иницијативу Немање Савића основан Дјечији хор СПД Јединство.

### Послијератни успјеси
СПД Јединсто остварује нове успјехе на Југословенским хорским свечаностима у Нишу 1996, 1998. и 2000. године, осваја двије златне медаље на Међунардном хорском фестивалу In canto sul Garda, Рива дел Гарда у Италији 2001. године, златну медаљу на Међународном хорском фестивалу Orlando di Lasso, Камерино у Италији 2002. године, прву награду на Међународном фестивалу Златна вила у Приједору 2004. године, златне медаље на Интернационалном хорском такмичењу у Превези у Грчкој 2005. године, златну медаљу на хорској олимпијади у Сјамену у Кини 2006. године, прву награду и златну диплому на Међународном хорском фестивалу Музика сакра Братислава 2007. године у Братислави, златну медаљу на Међународном хорском такмичењу на Малти 2009. године и прву награду публике на Међународном фестивалу Златна вила у Приједору 2013. године.
Јединство је учествовало и на Међународном хорском фестивалу Лоби 2005, као и на Београдским музичким свечаностима — БЕМУС-у. Године 2006. Јединство је донијело прву награду стручног жирија са Нишких хорских сусрета. Годину 2010. обиљежила су наступања у Кини, Италији и на Кипру, 2011. годину турнеја по Русији, а 2012. по Француској.

## Бивши и садашњи солисти
Солисти Јединства без којих његов успјех сигурно не би био овакав:
- Снежана Савичић
- Владислав Радујковић
- Каролина Михајловић
- Биљана Керкез
- Дејана Хераковић
- Лазар Радоја
- Борјана Микавица
- Маја Манојловић
- Тијана Топић
- Албина Смајловић
- Миљана Брезичанин
- Ана Марковић
- Ана Симанић
- Кристина Ивановић
- Данило Кецман

## Одликовања
Српско пјевачко друштво Јединство одликовано је са више ордења:
- Орден Светог Андрије Првозваног (Грчка, 1996);
- Орден Његоша трећег реда (Бања Лука, 1996, одликовање додијелио Предсједник Републике Српске);
- Орден Светог Саве другог степена (на приједлог Њ. Преосвештенства еп. бањалучког Г. Јефрема, Свети Синод СПЦ одликује Друштво и предсједника Друштва протојерреја Ратка Радујковића 1998. године);
- Златна плакета Града Бања Лука у јубиларној 2013. години.[1]